# 第二芸術
「第二芸術 ―現代俳句について―」（だいにげいじゅつ げんだいはいくについて）は、岩波書店の雑誌『世界』1946年11月号に掲載された桑原武夫の論文。翌年に同論文を表題作とする評論集（岩波書店刊）に収録された。

## 概要
俳句という形式は現代の人生を表しえないなどとして、俳句を「第二芸術」として他の芸術と区別するべきと論じたものであり、当時の俳壇に大きな論争を引き起こした（第二芸術論争）。
この論文では桑原はまず作者名を伏せたうえで、大家の作品のなかに無名の作者のものを混ぜた15の俳句作品を並べ、作品からは素人と大家の優劣をつけることができないとする。ここから俳句においては大家の価値はその党派性によって決められるものであるとして批判し、また近代化している現実の人生はもはや俳句という形式には盛り込みえず、「老人や病人が余技とし、消閑の具とするにふさわしい」ものとして、強いて芸術の名を使うのであれば「第二芸術」として区別し、学校教育からは締め出すべきだという結論を導き出している。
桑原の挑発的な論調もあって、この論文は俳人たちの間で多くの反論を引き起こした。主な論者は山口誓子、中村草田男、日野草城、西東三鬼、加藤楸邨などで、山口と桑原は毎日新聞紙上で「往復書簡」のやりとりをしている（この往復書簡を企画したのは、当時毎日新聞社の文芸部副部長だった井上靖であった）。反論側の要旨は俳句の党派性などの弊害をある程度認めつつ、桑原の鑑賞力の低さや俳句に対するそもそもの非好意的な態度を批判するもので、中でも中村草田男が激しい反論を行った。戦後の当時は俳人たちも俳句のあり方を模索していた時期であり、この論争はその後、社会性俳句運動などが生まれる遠因ともなった。
本論については、ヨーロッパ文化を絶対視するヨーロッパ中心主義的姿勢や、部分に当てはまる批判を全体に通用する批判としてすり替える論法、連句全体を見るのではなく発句のみを取り上げた恣意性などが批判された。

## 評論集『第二芸術論』
1947年5月、「第二芸術」論が有名になったことから、「日本現代小説の弱点」「文学修業」「芭蕉について」などの19編の評論を集めた評論集『第二芸術論』が刊行された。日本文学に色濃く残る伝統や現代文学における思想性の欠如、芭蕉などに見られる封建制・世外的・隠遁的な風雅の道との繋がりから日本の民主化が妨げられると主張した。
一方、1976年の講談社学術文庫版において、桑原は「第二芸術」発表当時、西欧中心主義への反省が欠如していたと回想している。

## 関連文献
- 孝橋謙二編 『現代俳句のために 第二藝術論への反撃』 ふもと社、1947年
- 赤城さかえ 『戦後俳句論争史』 俳句研究社、1968年
- 臼井吉見監修『戦後文学論争』番町書房、1972年
- 宗内敦 「第二芸術論と高浜虚子」（『人は何故書くのか』：『琅』22号）、2009年